# Let 19
Let 19 je bila skupina petih torpednih bombnikov Grumman TBF Avenger letal ameriške mornarice, ki so 5. decembra 1945 izginili v Bermudskem trikotniku, potem, ko so izgubili radio stik z letališčem Fort Launderling na Floridi. Vseh 14 pilotov na letalih je bilo izgubljenih, prav tako pa tudi vseh 13 članov posadke hidroplana Martin PBM Mariner, ki se je nato odpravil z mornariške letališke postaje Bana River na iskanje leta 19. Letalo PBM je v svojih rezervoarjih imelo hlape bencina in preiskovalci so domnevali, da je PBM med iskanjem leta najverjetneje eksplodiral v zraku. Mornariški preiskovalci niso mogli ugotoviti natančnega vzroka izgube leta 19. 

## Letalski vadbeni let
Pet torpednih bombnih vojaških letal leta 19 ameriške mornarice je v sredo, 5. decembra 1945, opravljalo rutinsko vajo, imenovano "Navigacijski problem št. 1". Vsa letala so imela v celoti napolnjene rezervoarje z kerozinom in bila opremljena z opremo za let. Edina stvar, ki je letala niso imela, so bile ure, saj so vsi piloti imeli s seboj svoje ročne ure. Vodja poleta je bil 28-letni pilot Charlles Carroll Taylor, ki je imel za sabo že več kot 2.500 ur letenja. Za moža s takšnimi izkušnjami rutinski prelet ni bil težava. Vzlet letal je bil predviden ob 13:45, vendar je pozen prihod Taylorja na letališče čas vzleta premaknil na 14:10. Vreme v Fort Launderdalu je bilo sončno.
Ob 14:10 so vsa letala vzletela iz letališča Fort Launderdala. V vseh petih letalih so bili 3 člani posadke, le v enem letalu sta bila dva. Do 14:15 so bila vsa letala nad obalo Floride. Njihovo komunikacijo je spremljalo več letališč in drugih letalskih baz na območju, kjer so leteli. Njihova naloga je bila sledeča: Od letališča Fort Launderdala so letala morala odleteti na vzhod, napasti ladjo, zaviti proti severu ter se čez čas obrniti nazaj proti izhodiščnem letališču. Malo po 14:50 so letala dosegla njihovo prvo točko, ladjo, in se pripravljala za napad. Piloti so dobili dovoljenje za spust bomb in kmalu po 15:00 uri so letala odvrgla njihov tovor ter s tem opravila prvi del naloge. Po tej opravljeni nalogi so letala zavila proti severu, da bi se vrnila nazaj v Fort Launderdale. 
Zapletati se je začelo med potjo proti severu. Ko so kontrolorji letališča Fort Launderdala ob 15:30 vprašali za položaj leta, je poročnik Taylor sporočil: "Ne vem točno kje smo. Po tem zadnjem obratu smo se morali izgubiti." Taylor je sporočil, da kompasi ne delujejo pravilno, saj kazalci na kompasih niso kazali točno proti severu, ampak so se hitro premikali na vse strani. Taylor je pod njihovimi letali opazil morje svetlo modre barve z rahlimi oblaki nad morjem in kmalu skupino otokov na morju, za katere je mislil, da so otoki Mehiškega zaliva Florida Keys in verjel, da letijo nad Mehiškim zalivom. Taylor se je odločil leteti naravnost, saj je mislil, da bodo prišli na kopno. Toda letala so v resnici letela vzhodno od Floride in niso letela proti kopnemu, temveč na odprto morje, kar pa piloti niso vedeli. 
Nadzorniki letališča Fort Launderdala so prosili druga letališča in letalske baze na tem območju, da naj poskušajo vzpostaviti stik z letali leta 19. Ob 16:20 je letalska baza NAS, ena od letalskih baz na tem območju, svetovala Taylorju, da naj se z levim krilom njegovega letala usmeri proti soncu oz. proti severozahodu in tako letel proti obali Floride v Fort Launderdale. Malo po 17:00 uri je Taylor sporočil, da so se začele hitre nenadne vremenske spremembe in da kompasi še vedno niso delovali pravilno. Sporočil je tudi, da je pred njimi nastala rahla megla, kar je še dodatno otežilo letenje v pravo smer. Zaradi vremenskih sprememb je komunikacija na letalih postala slaba. Še posebej slaba je postala zveza na domače letališče. "Povsem smo izgubljeni, sploh ne vemo več kje smo!" je malo po 17:30 poročal Taylor. Druge letalske baze na tem območju so po izračunih ugotovile, da je let bil severovzhodno od otokov Bahami in vzhodno od Floride. To sporočilo je bilo posredovano, vendar ga na letalih ni bilo mogoče slišati zaradi motenj komunikacij.
Ob približno 18:04 je Taylor posredoval sporočilo: "Zgleda, da nismo leteli dovolj daleč od vzhoda. Lahko bi se ponovno obrnili in znova poleteli nazaj na vzhod." Takrat se je vreme še dodatno poslabšalo, sonce je zahajalo. Na območju leta ni bilo nobene naravne svetlobe in vse okrog so bili veliki oblaki iz katerih so nastale nevihte. Minilo je štiri ure od vzleta leta in pogrešana letala še vedno niso našla poti nazaj v Fort Launderdale. Ob 18:20 je bilo z leta 19 v domačo in druge letalske baze na tem območju prejeto zadnje poročilo, ki ga je Taylor poročal (poročali so, da je bilo zadnje Taylorjevo poročilo prejeto celo ob 19:04). Slišali so, da je Taylor rekel: "Vsa letala se bodo tesno zbrala skupaj. Morali se bomo držati skupaj. Ko se prvo letalo spusti za 10 metrov dol, gremo vsi skupaj dol." Od posadke ni bilo nikoli več glasu.

## Hidroplan Martin Mariner
Ob izgubitvi leta je bila sprožena iskalna akcija. Iz Fort Launderdala so poslali reševalni hidroplan Martin PBM Mariner, da bi poiskal izgubljena letala in vzpostavil stik in od njih pridobil informacije o njihovem stanju. Letalo je vzletelo ob 18:45, na krovu je bilo 13 članov posadke z reševalno opremo Letalo je poletelo kar 200 km stran od domače baze. Letalo se je zadnjič oglasilo ob 19:30, ko so poročali o močnem vetru. Zatem o posadki in letalu ni bilo več glasu. 
Ob 21:15 je tanker SS Gaines Mills poročal, da je na nebu na položaju 28°35′N 80°15′W / 28.59°N 80.25°W ob 19:50 zagledal močan blisk, podoben nekakšni eksploziji. Tudi naftni tanker USS Solomons je poročal, da je ob istem času izgubil radarski stik z letalom.

## Preiskava
Z izginotjem petih letal in enega hidroplana je bila izvedena še večja iskalna akcija, v kateri so sodelovali tudi najbolj izkušeni ameriški pomorski častniki. Iskalna akcija je potekala skozi celotni december 1945. Območje, kjer so izginila letala, je pregledalo na stotine ladij, med katerimi so sodelovale tudi trgovske ladje in čolni ameriške obalne straže. V reševalni preiskavi je sodelovalo 248 letal in reševalnih helikopterjev. Prečesali so 800.000 kvadratnih kilometrov morja in kopnega, vendar niso našli nobenih sledi ne o razbitinah letal, ne oljnih madežev, ne reševalnih jopičih in ne trupel pokojnih posadk. 
Veliko ljudi je domnevalo, da so letala leta 19 najverjetneje strmoglavila v morje zaradi pomanjkanja goriva. Za hidroplan so domnevali, da je strmoglavil v morje ali da je eksplodiral v zraku, saj so hidroplani tega tipa v preteklosti že imeli težave z dotokom bencina. Kljub temu še vedno ni jasno, kaj se je v resnici z vsemi letali točno zgodilo. Tudi v poznejših letih je več ladij in čolnov plulo po območju, kjer so letala izginila, vendar prav tako niso našli nobenih razbitin, ki bi pripadale tem letalom.